# 大鲍岛信义会教堂
36°04′19″N 120°18′57″E / 36.07194°N 120.31583°E

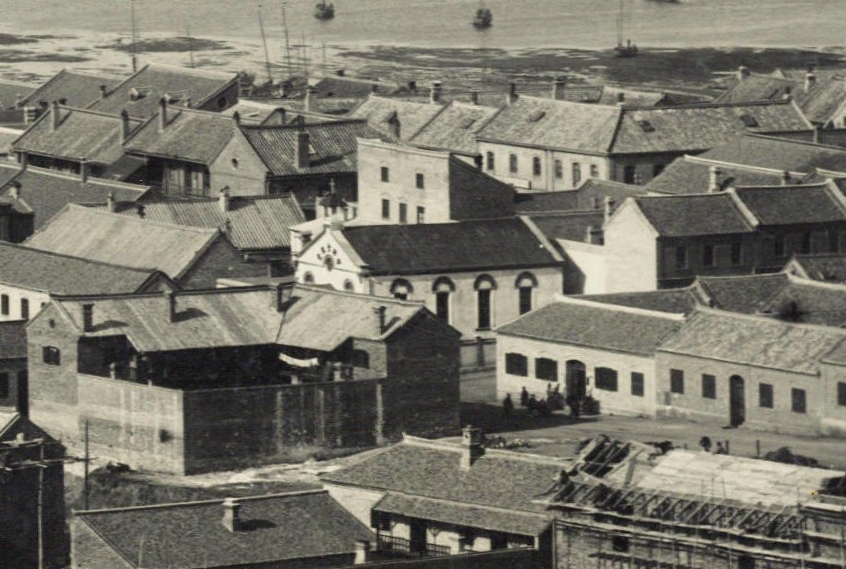
照片中央白墙建筑为大鲍岛信义会教堂

大鲍岛信义会教堂是青岛德占时期的一座信义会教堂，原址位于今中国山东省青岛市市北区胶州路49号址，建于1899年，1936年拆除。

## 历史
大鲍岛信义会教堂位于德占时期的大鲍岛III号街区东南角，即今天的胶州路易州路路口西北角处。教堂由柏林传教会建立，1899年9月2日建成，是柏林信义会在青岛建造的第一座教堂，可容纳300人，其外形极其简单，仅由矩形的礼拜堂和正立面上方的一个带有十字架的小塔楼组成，具有明显的应急特点。1901年1月2日，教堂举行柏林信义会在青岛的第一次洗礼，由传教士昆祚（Adolf Kunze）施洗。1925年，因德国经济问题，柏林信义会将其在青教产卖给美国信义会，该教堂遂由美国信义会接手。1931年，教会为教堂增建了一个哥特复兴风格的塔楼。1936年，美国信义会将教堂所在的地块卖给华商于进恭，该教堂遂被拆除，以建设一座二层新式里院。